# القناع الزجاجي
القناع الزجاجي (باليابانية: ガラスの仮面) مانغا شوجو يابانية من تأليف ورسم سوزوي ميوتشي، صدرت لأول مرة في عام 1976، في مجلة هانا تو يومي. واقتبست القصة إلى مسلسل أنمي تلفزيوني. وفي عام 2006 وصل عدد طبعات المانغا إلى 50 مليون طبعة في اليابان.

## القصة
القصة تدور حول الفتاة المراهقة (مايا كاتاجيما) هي فتاة عادية وفقيرة، تعمل مع أمها في مطعم حيث تقوم هي بإيصال الطلبات للزبائن (مايا) تبدو عادية لكنها مهووسة بالتمثيل وهي ممثلة بالفطرة عندما يتعلق الأمر بالدراما والتمثيل و المسرحيات فلا شيء يعيقها لا أحد يستطيع أن يحول بينها وبين حلمها ولا حتى والدتها التي تحبها كثيراً سنتعرف في المسلسل كيف تخطو (مايا) نحو هدفها وما تأثير الممثلة القديرة السيدة (تسكيكاغي) عليها وهناك الممثلة الجميلة والمبدعة (ايومي) هل يمكن (لمايا) أن تكون بمستواها؟ هل لها أن تنافسها؟ وهناك شاب يعمل مديراً شركة إنتاج منافسه تسعى لابتلاع المعلمة وشركتها الإنتاجية المسرحية كل ذلك من أجل الحصول على حقوق “النجمة القرمزية” انه السيد (ماسومي)، من شركة دايتو للفنون المسرحية (مايا) لا تكن له إلا البغض، أليس هو من يريد تحطيم كل شيء من أجل طموحاته؟! (مايا) تعتقد بأنها تعرفه أكثر من أي شخص آخر.. هل هي مخطئة؟ (مايا) تتعرف على الكثير من الصديقات يكونون لها كالأخوات في مدرسة المعلمة (تسكيكاغي) وكذلك يصادقها الممثل الشاب (ساكوراكوجي) الذي يقف معها ويساعدها لكن هناك شخص آخر ما سر المعجب صاحب الورود البنفسجية؟ ذلك الشخص المجهول الذي يببث الحماسة في نفس (مايا)…

## المسرحيات
- غادة الكاميليا للكاتب ألكسندر دوماس الابن.
- نساء صغيرات للكاتبة لويزا ماي ألكوت.
- الأمير والفقير للكاتب مارك توين.
- مرتفعات ويذرنغ للكاتبة إيميلي برونتي.
- كارميللا للكاتب شيريدان لو فانو.
- روميو وجولييت للكاتب وليام شكسبير.
- حلم ليلة منتصف الصيف للكاتب وليام شكسبير.
- الحورية الصغيرة للكاتب هانس كريستيان أندرسن.

## روابط خارجية
- القناع الزجاجي على موقع ANN manga (الإنجليزية)